# لاریوخا (استان)
لا ریوخا (به اسپانیایی: ‎La Rioja‏) یکی از ۱۷ بخش خودمختار و یکی از ۵۰ استان اسپانیا است.

## جغرافیا
استانی در شمال کشور اسپانیا است
این استان هم‌مرز با استان‌های آلابا، نابارا، ساراگوسا، سوریا و بورگس است.
این استان ۱۷۴ دهستان دارد. پایتخت بخش خودمختار و مرکز استان لُگُرُنیو است.
جمعیت لاریوخا ۳۰۸٬۹۶۸ نفر است که از این میان نیمی در شهر لوگرونیو ساکن هستند.
مساحت این استان ۵٬۰۴۵ کیلومتر مربع است و شامل ۲۰۲ دهستان است.

## اقتصاد
شراب ریوخای آن مشهور است.